# Unionicola pectinata
Unionicola pectinata är en kvalsterart som först beskrevs av Albert Burke Wolcott 1898.  Unionicola pectinata ingår i släktet Unionicola och familjen Unionicolidae. Inga underarter finns listade i Catalogue of Life.